# Tyttobrycon
Tyttobrycon és un gènere de peixos de la família dels caràcids i de l'ordre dels caraciformes.

## Taxonomia
- Tyttobrycon dorsimaculatus (Géry, 1973)[2]
- Tyttobrycon hamatus (Géry, 1973)[2]
- Tyttobrycon spinosus (Géry, 1973)[2]
- Tyttobrycon xeruini (Géry, 1973)[2][3][4][5][6][7][8][9]